# Colegios del Mundo Unido

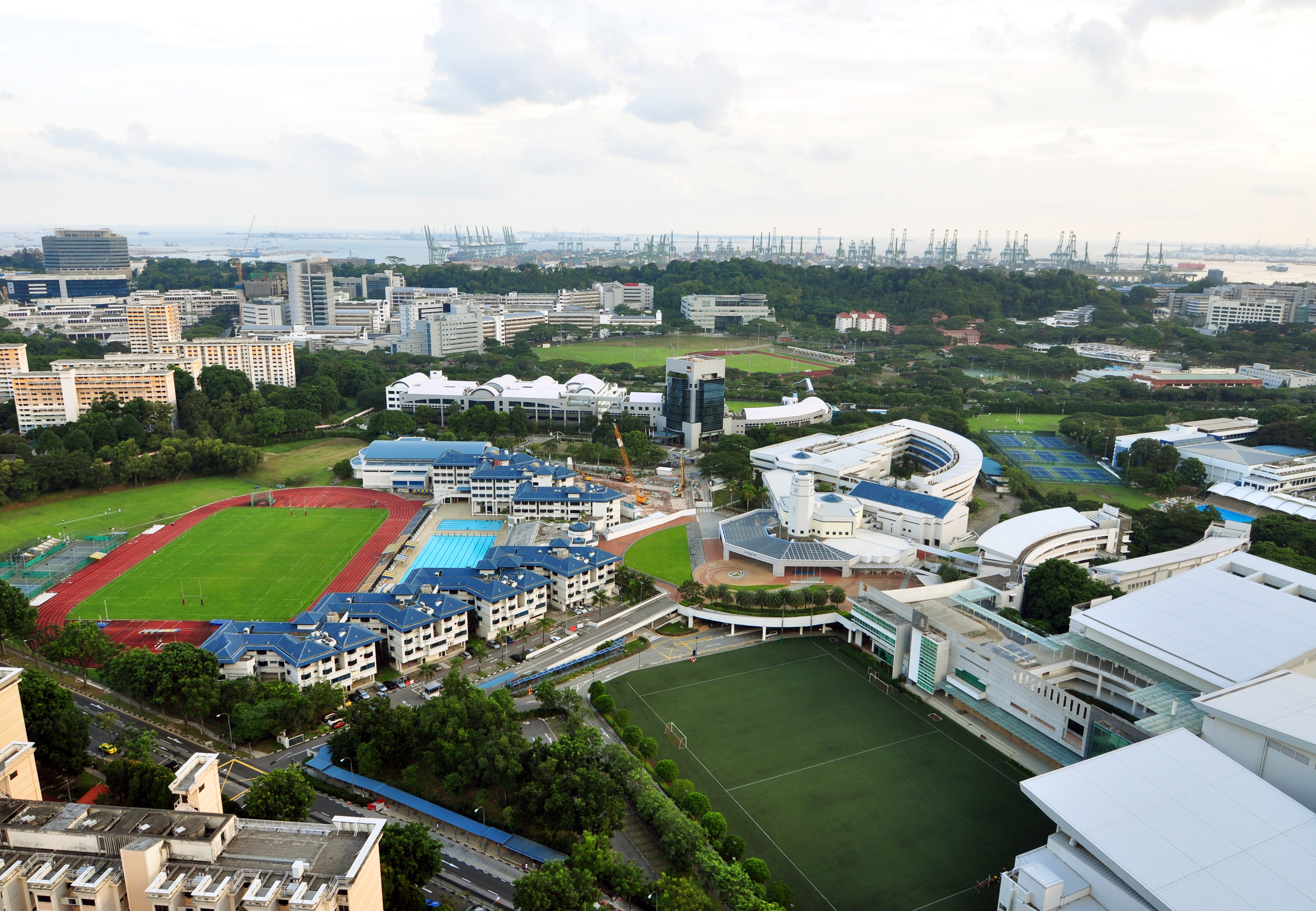
Escuela independiente anglosajona de Dover 2010 United World College Universidad Nacional de Singapur PSA Pasir Panjang.

Los Colegios del Mundo Unido, o UWC (del inglés: United World Colleges), es un movimiento educativo internacional con la misión de «hacer a la educación una fuerza para unir personas, naciones y culturas en pro de la paz y un futuro sostenible», y fundado en 1962 con el objetivo de mermar las divisiones sociales, nacionales y culturales causadas por la Guerra fría. En la actualidad, UWC comprende un grupo de 18 escuelas y colegios en 16 países en cuatro continentes, un gran número de cursos cortos, y comités nacionales representando a 159 países y territorios mundialmente. La dirigencia del movimiento UWC recae en UWC Internacional, organización registrada en el Reino Unido. A su vez, UWC Internacional es gobernada por la Junta de UWC Internacional y el Consejo de UWC Internacional. El cuerpo ejecutivo de la Junta de UWC Internacional es la Oficina Internacional de UWC, ubicada en Londres, Inglaterra, Reino Unido y en Berlín, Alemania.
Inspirado y fundado por el pionero educador alemán Kurt Hahn, UWC deliberadamente promueve la diversidad en sus estudiantes no sólo desde el punto de vista de la nacionalidad, sino también socioeconómica. 
Cuatro escuelas UWC (UWC Tailandia, UWCSEA en Singapur y UWC Maastricht en los Países Bajos) ofrecen educación desde infantil hasta secundaria; Waterford Kamhlaba (UWC en eSwatini) ofrece educación secundaria. En UWC se les conoce como escuelas, mientras que el resto son colegios (que en UWC son aquellos que ofrecen sólo el Programa del Diploma de la Organización del Bachillerato Internacional, con duración de dos años, establecido para jóvenes de entre 16 y 19 años de edad, y cuyos estudiantes son residentes en los colegios), aunque algunos ofrecen un programa de preparación (Foundation Programme, o "FIB").
Un elevado de los estudiantes del Programa del Diploma en las escuelas y colegios UWC son seleccionados a través del sistema de comités nacionales, que opera en 159 países y territorios. La selección es basada en mérito propio, independiente del estatus socioeconómico del estudiante. La mayoría de los estudiantes elegidos por comités nacionales para estudiar el Programa del Diploma del BI en una escuela o colegio UWC reciben apoyo económico de parte de UWC, basado en una análisis de la situación financiera del estudiante y su familia.

## Historia
El primer colegio UWC, el Colegio del Mundo Unido del Atlántico en Gales, Reino Unido fue fundado en 1962 por iniciativa de Kurt Hahn, un renombrado educador alemán. Su visión estaba basada en su experiencia posguerra en la OTAN, donde la discusión entre antiguos enemigos le fascinaba. Hanh quería transmitir un espíritu de entendimiento mutuo a gente joven para ayudarles a superar sus prejuicios viviendo y trabajando juntos.
Hahn imaginaba un colegio educando jóvenes de ambos sexos de 16 a 19 años. La selección estaría basada en motivación personal y potencial sin importar factores sociales, económicos o culturales. Un programa de becas facilitaría que jóvenes de diferentes niveles socioeconómicos pudiera asistir a los colegios.
Desde 1967, bajo la presidencia de Luis Mountbatten, nuevos colegios fueron fundados para dar mayor acceso al sistema UWC: En 1971 se inauguró el Colegio del Mundo Unido del Sureste Asiático en Singapur (UWCSEA), seguido por el Colegio del Mundo Unido del Pacífico en Canadá; posteriormente, con la presidencia del Príncipe Carlos, fueron inaugurados cuatro colegios más: Suazilandia (1981), Estados Unidos (1982), Italia (1982), y Venezuela (1986); a partir de allí, el movimiento creció exponencialmente por cortos periodos de tiempo hasta llegar a la actualidad.
Hoy en día, hay 18 escuelas y colegios en funcionamiento. El Colegio del Mundo Unido Simón Bolívar fue miembro del movimiento hasta su clausura en 2012 por el gobierno venezolano. La ubicación y fecha de apertura de cada colegio son proporcionadas en la siguiente lista:
- UWC del Atlántico (Llantwit Major, Gales, Reino Unido), 1962.
- Pearson UWC (Victoria, Columbia Británica, Canadá), 1974.
- UWC del Sureste Asiático (Singapur), fundado en 1971, miembro desde 1975.
- Waterford Kamhlaba UWC (Mbabane, Suazilandia), fundado en 1963, miembro desde 1981.
- UWC Estados Unidos (Montezuma, Nuevo México, Estados Unidos), 1982.
- UWC del Adriático (Duino, Italia), 1982.
- UWC Simón Bolívar (Ciudad Bolívar, Venezuela), fundado en 1986, miembro desde 1987 hasta el 2012.
- Li Po Chun UWC (Wu Kai Sha, Hong Kong), 1992.
- UWC de la Cruz Roja Nórdica (Flekke, Noruega), 1995.
- Mahindra UWC (Pune, India), 1997.
- UWC Costa Rica (Santa Ana, Costa Rica), fundado en el 2000, miembro desde el 2006.
- UWC Mostar (Mostar, Bosnia y Herzegovina), 2006.
- UWC Maastricht (Maastricht, Países Bajos), fundado en 1984, miembro desde el 2009.
- UWC Robert Bosch College (Friburgo, Alemania), 2014.
- UWC Dilijan (Dilijan, Armenia), 2014.
- UWC Changshu China (Changshu, China), 2015.
- UWC Tailandia (Phuket, Tailandia), fundado en el 2009, miembro desde 2016.
- UWC ISAK Japón (Karuizawa, Japón), fundado en 2014, miembro desde 2017.
- UWC Este de África (Moshi y Arusha, Tanzania), fundado en 1969, miembro desde 2019.

La amenaza de un conflicto internacional disminuyó con el fin de la Guerra Fría, pero conflictos regionales y entre etnias diferentes han aumentado desde entonces. Los UWC han intentado establecer vínculos entre individuos de diferentes ideologías y perspectivas. Su misión es responder la pregunta de Lester B. Pearson: 

How can there be peace without people understanding each other; and how can this be if they don't know each other?

Traducción:

¿Cómo puede haber paz sin que las personas se entiendan unas a otras; y cómo puede esto ser posible si no se conocen los unos a los otros?

La Reina Noor de Jordania es la actual Presidenta del movimiento UWC (1995 - presente) y su Director Ejecutivo es Faith Abiodun.
El expresidente de Sudáfrica, Nelson Mandela fue Presidente Honorario desde 1999 hasta su fallecimiento en el 2013. La lista de antiguos presidentes incluye a Luis Mountbatten (1967 - 1978), y a Carlos de Gales (1978 - 1995).